# 平松義郎
大分市生まれ。1949年、東京大学法学部法律学科卒業。東大助手、石井良助教授の下で日本法制史を研究。1952年、名古屋大学法学部助教授、1960年、教授。1960年、「近世刑事訴訟法の研究」で法学博士。
1984年9月、在職中に死去。

## 著書
- 「著作目録」『法と刑罰の歴史的考察 : 平松義郎博士追悼論文集』名古屋大学出版会、549-555頁。

### 単著
- 『近世刑事訴訟法の研究』創文社、1960年。
- 『江戸の罪と罰』平凡社〈平凡社選書118〉、1988年。
  - 『江戸の罪と罰』平凡社〈平凡社ライブラリー717〉、2010年。

### 共編著
- 『刑罰の理論と現実』（荘子邦雄、大塚仁 共編）岩波書店、1972年。
- 『法制史教育の現状と問題点』法制史学会/創文社〈法制史研究 22号別冊〉、1973年。
- 『行刑の現代的視点』（大塚仁 共編）有斐閣、1981年。
- 『石井良助先生還暦祝賀法制史論集』（滋賀秀三 共編）創文社、1976年。

　藩法研究会（石井良助 代表） 編『藩法集』創文社、1959年。編集担当ぶん。
- 『藩法集 第5（諸藩 吉田藩,郡上藩,上田藩,松代藩,高崎藩,竜野藩）』1964年。
- 『藩法集 12（続諸藩）』1975年。

### 論文、雑誌
- 「徳川幕府刑法に於ける窃盗罪（1） : 判例による近世刑法史の研究」『国家学会雑誌』第65巻第5/6/7号、東京大学大学院法学政治学研究科、1952年3月15日、24-64頁。
- 「徳川幕府刑法に於ける窃盗罪（2） : 判例による近世刑法史の研究」『国家学会雑誌』第65巻第11/12号、東京大学大学院法学政治学研究科、1952年6月15日、70-104頁。
- 「徳川幕府刑法に於ける窃盗罪（3・完） : 判例による近世刑法史の研究」『国家学会雑誌』第66巻第5/6/7号、東京大学大学院法学政治学研究科、1952年11月15日、80-97頁。

### 解題
- 「徳川禁令考前集解題」『徳川禁令考 前集 第1』創文社、1959年。

### 監修
『近世法制史料集』（平松義郎 監修、京都大学日本法史研究会 編集）創文社。
- 『近世法制史料集１：評議物留帳・裁許留・別留帳・御赦被仰出一座伺申合書』1973年。
- 『近世法制史料集２：御仕置伺・御仕置伺書・伺申渡・御差図申渡・手限申渡』1974年。
- 『近世法制史料集３：以上并武家御扶持人例書・御家人御仕置伺・御目付立合申渡・御仕置例』1977年。
- 『近世法制史料集４：吟味物口書一件・吟味物口書・吟味物口書下書・落着物口書下書』1977年。
- 『近世法制史料集５：吟味下申渡・出入物下裁許申渡并例書・吟味下願并申渡・御仕置帳・御仕置窺・小袋物』1977年。

　『近世法制史料集』（平松義郎 監修、京都大学日本法史研究会 編集）講談社〈創文社オンデマンド叢書〉。
- 『近世法制史料集１：評議物留帳・裁許留・別留帳・御赦被仰出一座伺申合書』2025年。ISBN 9784065249529。
- 『近世法制史料集２：御仕置伺・御仕置伺書・伺申渡・御差図申渡・手限申渡』2025年。ISBN 9784065249536。
- 『近世法制史料集３：以上并武家御扶持人例書・御家人御仕置伺・御目付立合申渡・御仕置例』2025年。ISBN 9784065249543。
- 『近世法制史料集４：吟味物口書一件・吟味物口書・吟味物口書下書・落着物口書下書』講談社、2025年。ISBN 9784065249550。
- 『近世法制史料集５：吟味下申渡・出入物下裁許申渡并例書・吟味下願并申渡・御仕置帳・御仕置窺・小袋物』講談社、2025年。ISBN 9784065249567。

### 追悼論文集
- 『法と刑罰の歴史的考察 : 平松義郎博士追悼論文集』（平松義郎博士追悼論文集編集委員会 編）平松義郎博士追悼論文集編集委員会 /名古屋大学出版会、1987年。